# Strömma
Strömma is een plaats (tätort) in de gemeente Värmdö in het landschap Uppland en de provincie Stockholms län in Zweden. De plaats heeft 579 inwoners (2010) en een oppervlakte van 231,83 hectare.